# Shaun Tomson
Shaun Tomson (Durban, 21 agosto 1955) è un surfista sudafricano.
Tomson, campione del mondo di surf nel 1977, inizia a praticare surf sulle coste di Durban all'età di 10 anni con un longboard, per poi passare ad una tavola corta, che in quegli anni iniziava ad essere preferita dai surfisti di fama. Nel 1985 riuscì quasi a bissare il successo nell'ASP world tour, ma venne superato da Tom Curren per pochi punti.